# تریخس
تریخس (به اسپانیایی: Torrijos, Spain) یک شهرستان در اسپانیا است که در Torrijos واقع شده‌است.

## خصوصیات
تریخس ۱۷ کیلومترمربع مساحت و ۱۳٬۱۱۷ نفر جمعیت دارد و ۵۲۹ متر بالاتر از سطح دریا واقع شده‌است.